# Iulius Cezar (film din 1909)
Iulius Cezar (titlu original: Giulio Cesare) este un film italian din 1909 regizat de Giovanni Pastrone. În rolurile principale joacă actorii Giovanni Pastrone și Luigi Mele. Scenariul este inspirat de o dramă scrisă de William Shakespeare.

## Prezentare
Iulius Cezar este în prezent cea mai importantă figură politică din Roma antică, dar fiul său adoptat Brutus și Cassius pun la cale un plan împotriva lui pentru a preveni ca orașul să devină o monarhie și Cezar un dictator. 
De Idele lui martie, în 44 î.Hr. are loc uciderea lui Cezar în Senatul roman și, după moartea sa, încep negocieri cu privire la cine va împărți conducerea Romei. Apar în scenă, tânărul Octavian și Marc Antoniu, iar după o serie de războaie, Brutus și Cassius se pregătească să-l elimine pe Antoniu, dar Cezar apare în visele lor și le promite că vor pierde lupta; de fapt, la scurt timp după aceea Brutus și Cassius sunt alungați de către armata lui Marc Antoniu și încolțiți, sunt forțați să se sinucidă. 
Câțiva ani mai târziu, același lucru se va întâmpla cu Antoniu și cu Cleopatra în Egipt, în urma victoriei lui Octavian în bătălia de la Actium.

## Distribuție
- Giovanni Pastrone ca Giulio Cesare  (Iulius Cezar)
- Luigi Mele ca Bruto (Brutus)